# Casabermeja
Casabermeja er en by og kommune i det sydlige Spanien i provinsen Málaga. Den har et indbyggertal på 4.065 (2024) indbyggere.